# Anthemis austriaca
Anthemis austriaca é uma espécie de planta com flor pertencente à família Asteraceae.
A espécie foi descrita por Nikolaus Joseph von Jacquin e publicada em Florae Austriaceae 5: 22., no ano de 1778.
Não se encontra protegida por legislação portuguesa ou da Comunidade Europeia.
O seu nome comuns é falsa-camomila.
O número cromossómico desta espécie, na fase esporofítica é 18.

## Distribuição
Esta espécie ocorre em Portugal continental, de onde não é nativa. Não se encontra nos arquipélagos dos Açores e da Madeira.

## Sinonímia
Segundo o The Plant List, esta espécie tem os seguintes sinónimos:
- Anthemis austriaca f. incrassata Nguen
- Anthemis austriaca f. latiloba Thin

A base de dados Tropicos aponta o seguinte sinónimo: Cota austriaca J. Gay